# Sint-Mariakerk (Nesse)
De Sint-Mariakerk (St.-Marien-Kirche) is een luthers kerkgebouw in het Oost-Friese Nesse in de gemeente Dornum (Nedersaksen). Bijzonder in de kerk is het zandstenen doopvont, dat uit de 13e eeuw stamt.

## Geschiedenis
De Mariakerk werd tegen het einde van de 12e eeuw in de vroegmiddeleeuwse handelsplaats Nesse op een warft gebouwd. Voor de bouw gebruikten de bewoners het vulkanische tufsteen, dat vanaf het midden van de 12e eeuw in de Eifel werd gedolven en over water naar Oost-Friesland werd vervoerd. Het zachte tufsteen kende door de Oost-Friese weersinvloeden geen lange levensduur, zodat de tufstenen kerken in de regio in de loop der eeuwen allemaal ingrijpend werden verbouwd of door bakstenen gebouwen werden vervangen. Ook in Nesse bleven slechts bouwdelen van het oorspronkelijke bouwmateriaal bewaard: alleen de westelijke tufstenen muur doorstond de tand de tijds, terwijl aan de zuidelijke muur talrijke reparaties met baksteen werden uitgevoerd. Toen Nesse een zelfstandige parochie werd, verhoogde men tegen het einde van de 15e eeuw de muren van de kerk met baksteen. Bovendien voegde men in 1493 een gotisch koor aan de kerk toe.

## Beschrijving
De Mariakerk is oorspronkelijk een romaans bouwwerk. De zaalkerk kent een lengte van 35 meter en een breedte van 9,35 meter. Ten tijde van de bouw was de kerk een eenvoudige zaal met een apsis. In de buitenmuren bevonden zich aan beide kanten vijf smalle rondbogige ramen. Deze ramen zijn in de noordelijke muur nog te herkennen, ofschoon ze in de loop der eeuwen werden dichtgemetseld. De zuidelijke ramen werden tegelijkertijd met de toevoeging van het koor vergroot, om zo meer licht in het gebouw door te laten. Van het afsluitende boogfries bleven slechts resten bewaard.
Het polygonale koor heeft twee rechthoekige traveeën. Buiten zijn de hoeken en de traveegrenzen van steunberen voorzien. In het koor bleven de gewelven bewaard, terwijl het kerkschip boven met een vlak balkenplafond wordt afgesloten.
Bij het ensemble behoren ook nog de vrijstaande klokkentoren en de westelijk gelegen pastorie (het zogenaamde Steinhaus) uit de eerste helft van de 16e eeuw.

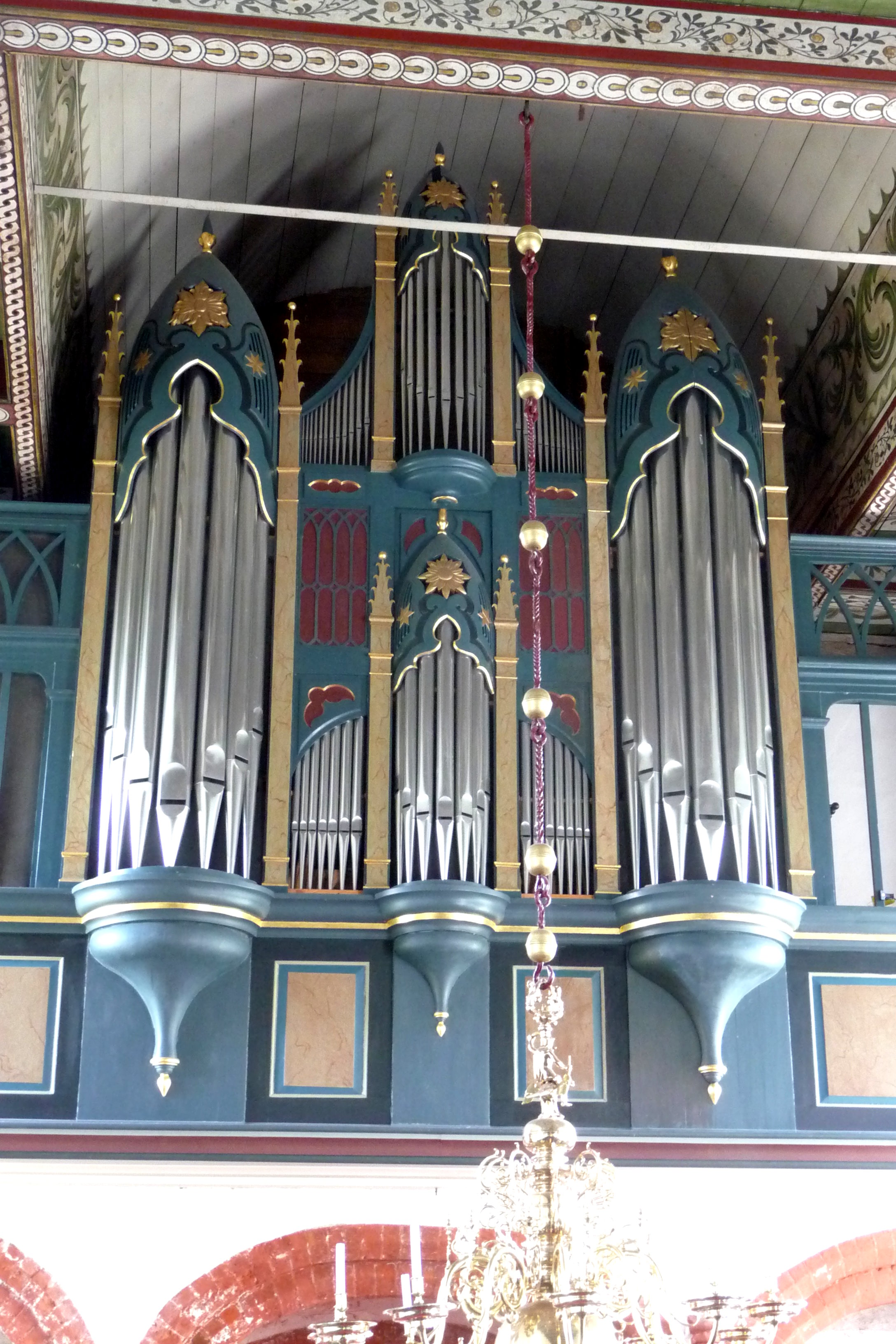
Orgel

## Interieur
Het stenen doksaal van voor de reformatie, dat in de 15e eeuw in de kerk werd gebouwd, bleef behouden. De driebogige afscheiding rust op kruisvormige bakstenen pijlers. Onder de zuidelijke doksaalboog bleef een bijzondere hagioscoop bewaard. Ook het doopvont dateert uit de tijd van voor de reformatie. Het is Westfaals en aan de buitenkanten met rondboogarcades versierd, waarbinnen o.a. de verkondiging, de geboorte en de doop van Christus te zien zijn. De bovenrand is met een rankenfries voorzien. Het originele doopvont staat tegenwoordig in het Oost-Friese Landesmuseum te Emden. Voor de kerk in Nesse werd een replica vervaardigd. Het doksaal is met schilderijen van Christus en de twaalf apostelen en personen die hielpen met de financiering versierd. De drie kroonluchters werden in de 17e eeuw door gemeenteleden geschonken.

#### Orgel
Achter de neogotische orgelkas van Otto Carl Wilhelm Lorentz, gebouwd in 1861-1862, ging vanaf 1921 een orgel van P. Furtwängler & Hammer schuil. Het orgel werd in de jaren 1986-1988 door nieuwbouw van de gebr. Hillebrand vervangen. Het instrument heeft negen registers op één manuaal en pedaal.